# Cheiracanthium simaoense
Cheiracanthium simaoense är en spindelart som beskrevs av Zhang och Yin 1999. Cheiracanthium simaoense ingår i släktet Cheiracanthium och familjen sporrspindlar. Inga underarter finns listade i Catalogue of Life.